# Bo Peep Bo Peep
Singles de T-ara
Yayaya
(2011)
Bo Peep Bo Peep est le premier single japonais du groupe T-ara, sorti le 28 septembre 2011 au Japon. Il sort sous 3 formats différents, CD, CD+DVD et CD+photobook. Il arrive 1er à l'Oricon. Il se vend à 49 712 exemplaires la première semaine et reste classé 25 semaines pour un total de 87 168 exemplaires vendus. Bo Peep Bo Peep et LOVE ME! ~Anata no Sei de Kurui Sou se trouvent sur l'album Jewelry Box.

## Liste des titres
| 1. | Bo Peep Bo Peep                                                             |  |
| 2. | LOVE ME! ~Anata no Sei de Kurui Sou (あなたのせいで狂いそう)                |  |
| 3. | Bo Peep Bo Peep (Instrumental)                                              |  |
| 4. | LOVE ME! ~Anata no Sei de Kurui Sou (Instrumental) (あなたのせいで狂いそう) |  |

| 1. | Bo Peep Bo Peep |  |